# Сентрал-Минейра

Центр штата Минас-Жерайс на карте.

Центр штата Минас-Жерайс (порт. Mesorregião Central Mineira) — административно-статистический мезорегион в Бразилии, входит в штат Минас-Жерайс. Население составляет 412 712 человек (на 2010 год). Площадь — 31 746,548 км². Плотность населения — 13,00 чел./км².

## Демография
Согласно сведениям, собранным в ходе переписи 2010 г. Национальным институтом географии и статистики (IBGE), население мезорегиона составляет:
| Полное население                            | Полное население                            | Полное население                            | Полное население                            | 412 712 |
| ------------------------------------------- | ------------------------------------------- | ------------------------------------------- | ------------------------------------------- | ------- |
| в том числе:                                | Городское население                         | 360 347                                     | Процент городского населения, %             | 87,31   |
|                                             | Сельское население                          | 52 365                                      | Процент сельского населения, %              | 12,69   |
|                                             | Мужское население                           | 205 188                                     | Процент мужского населения, %               | 49,72   |
|                                             | Женское население                           | 207 524                                     | Процент женского населения, %               | 50,28   |
| Плотность населения, чел/км²                | Плотность населения, чел/км²                | Плотность населения, чел/км²                | Плотность населения, чел/км²                | 13,00   |
| Население мезорегиона в % к населению штата | Население мезорегиона в % к населению штата | Население мезорегиона в % к населению штата | Население мезорегиона в % к населению штата | 2,11    |

## Статистика
- Валовой внутренний продукт на 2003 год составляет 2 289 865 812,00 реалов (данные: Бразильский институт географии и статистики).
- Валовой внутренний продукт на душу населения на 2003 год составляет 5821,96 реалов (данные: Бразильский институт географии и статистики).
- Индекс развития человеческого потенциала на 2000 год составляет 0,754 (данные: Программа развития ООН).

## Состав мезорегиона
В мезорегион входят следующие микрорегионы:
1. Бон-Деспашу
2. Курвелу
3. Трес-Мариас